# Béres András (tájfutó)
Béres András (Tiszalök, 1959. április 24. – 2020. november 11.) magyar tájfutó, mezei futó, versenybíró.

## Pályafutása
1958. április 24-én született Tiszalökön Béres András lakatos és Bodó Mária bolti eladó gyermekekként. 1974 és 1990 között a DVTK tájfutója és mezei futója volt. Edzői: Fazekas Miklós, Juhász László és Major Árpád (1978–1990) voltak. 1985 és 1992 között a diósgyőri csapat technikai vezetőedzőjeként tevékenykedett. 1979-ben tájfutásban csapatbajnoki címet szerzett társaival Aktív versenyzőként kezdett versenybíróként is dolgozni. Kezdetben megyei, majd országos versenyek rendezésében vett részt. Számos bükki, zempléni verseny szervezése fűződik a nevéhez. Ezek között az egyik legrangosabb a 2001-es junior világbajnokság volt.

## Sikerei, díjai
Csapatban
- Magyar bajnokság – csapatbajnokság
  - bajnok: 1977 (ifjúsági, mezei futás), 1979 (tájfutás)